# Septoria veronicae
Septoria veronicae är en svampart som beskrevs av Roberge ex Desm. 1849. Septoria veronicae ingår i släktet Septoria och familjen Mycosphaerellaceae.  Utöver nominatformen finns också underarten major.